# Forget Me, Forget Me Not
"Forget Me, Forget Me Not" är en singel som Linda Rosing släppte 2006 under artistnamnet Bionda. Vecka 52 samma år gick singeln in på svenska Hitlistan på plats #36. Den 21 januari 2007 gick den in på Finlands singellista på plats #8.